# 张新建 (政治人物)
张新建（1954年4月1日—），男，河北丰宁人，中华人民共和国政治人物，曾任中国农工民主党中央委员会常务委员，第十、十一届全国政协委员。